# Исраф
Исра́ф (араб. إسراف‎ —  расточительство; [isrāf]‎) — в исламе: чрезмерная трата того, что можно направить на благие дела; один из грехов. Расточительство может быть как материальным (исраф денег и имущества), так и духовным (совершение грехов, пустая трата времени и др.). Человек, который совершает расточительство, называется мусрифом. В одном из аятов Корана расточители называются «братьями дьяволов».

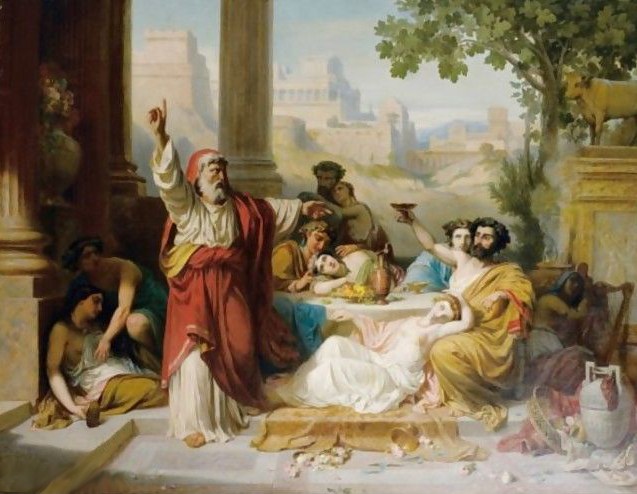
Расточительство в еде

## Расточительство имущества
Коран разрешает людям есть и пить, но предостерегает от расточительства. Коран содержит назидания по поводу того, как не следует поступать, как внимательно относиться к самому себе и давать отчёт.
К расточительству имущества относится:
- чрезмерное потребление воды, электроэнергии[4];
- любые траты на запретное (харам), независимо от их количества (употребление алкоголя, азартные игры и т. д.)[4].
- небрежное отношение к одежде и обуви, из-за которого они быстро изнашиваются[5];
- приготовление большого количества блюд при приеме гостей, после которого выбрасывается много недоеденной еды[5];
- переплата при покупке какого-либо товара, тогда как существует возможность купить подобное по более низкой цене[5];

Расточительство может быть и при совершении богоугодных дел. Сообщается, что однажды один из сподвижников пророка Мухаммеда совершал омовение, тратя при этом много воды. Пророк, увидев это, сделал сподвижнику замечание, на что тот начал недоумевать, мол, разве в таком достойном деле как совершение омовения может идти речь о чрезмерности. На это пророк Мухаммед ответил: «Даже если будешь стоять на берегу реки, всё равно нужно быть экономным».

## Духовное расточительство

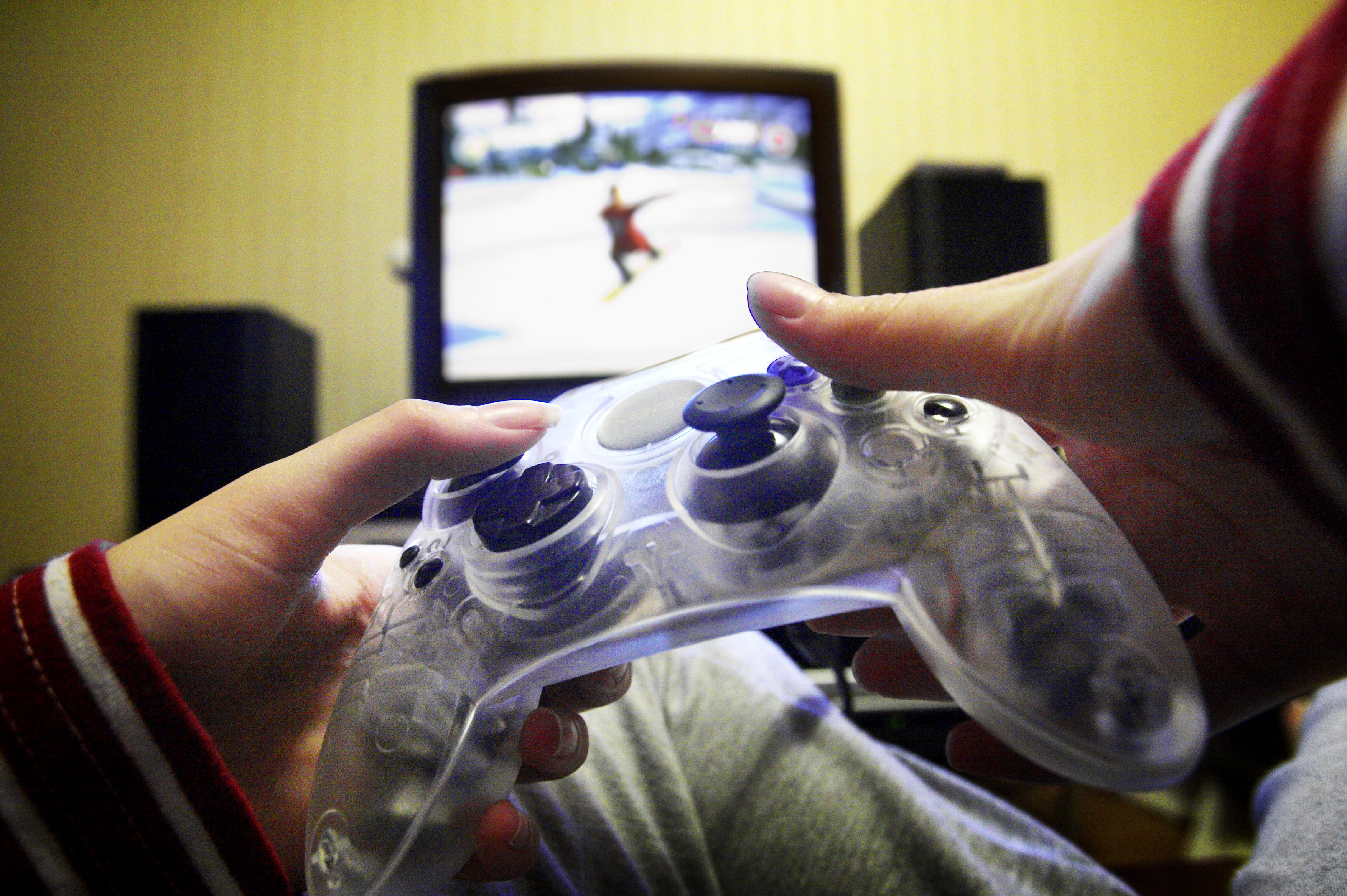
Видеоигры — расточительство времени

Духовное расточительство может проявляться как в вере, так и в богослужении, нравственности и праве. Одним из видов расточительства является пустая трата времени, которая выражается в пустых разговорах, просмотрах фильмов, компьютерных играх и т. д.
Под расточительством в вере может подразумеваться игнорирование «божественных повелений», трата впустую «возможности обрести истинную веру», ложь и клевета на веру, борьба с пророками, придание Аллаху сотоварищей (ширк) и т. д.
Расточительство в богослужении означает выполнение божественных предписаний с недостатками или нежеланием. В суре «Анам» говорится:

Он — Тот, кто взрастил сады, в которых растения с подпорками [для них] и без подпорок, — [в них] финиковые пальмы, посевы с разнообразными злаками, оливы, гранатовые деревья, плоды их похожи [на вид] и не похожи [на вкус]. Вкушайте эти плоды, когда [сады] станут плодоносить, и давайте [нуждающимся] должное в день уборки, но не излишествуйте, ибо Он не любит излишествующих.
—  6:141
Смысл данного аята в том, что при раздаче милостыни бедным нельзя оставлять себя в затруднительном положении. Согласно другому толкованию, нельзя расточительствовать при появлении возможности совершать добро и помогать нуждающимся.
Расточительство в нравственности означает совершение проступков, моральные недостатки, неблагодарность и т. д. Расточительство в нравственности — это упущение возможности жить благочестиво.
Один из признаков мусрифа то, что в трудные моменты он обращается к Аллаху и просит его о милости, а когда препятствия и сложности останутся позади, он забывает о благодарности. Ещё одним проявлением расточительства нравственности является разврат. В суре «Шуара» слово исраф использовано именно в этом значении: «И не подчиняйтесь велению нечестивцев». В суре аль-Араф, повествующей о пророке Луте, под расточительством понимаются половые извращения, которые практиковал его народ: «Воистину, в страсти вы используете мужчин вместо женщин. Ведь вы перешли всякие границы».
Коран придаёт важное значение правам людей и расценивает несправедливые взаимоотношения в обществе как расточительство (в праве). В Коране имеются аяты, в которых расточительством называются притеснения и оскорбления правителями подданных, убийство человека, чрезмерность в мести, хранение имущества сирот сверх положенного и т. д.